# John Taylor (1703-1772)
Pour les articles homonymes, voir John Taylor et Taylor.
John Taylor  (dit le chevalier John Taylor) (né en 1703 et mort en 1772) est un ophtalmologue anglais, qui reste dans l'histoire pour ses opérations manquées sur Johann Sebastian Bach et Georg Friedrich Haendel.

## Biographie

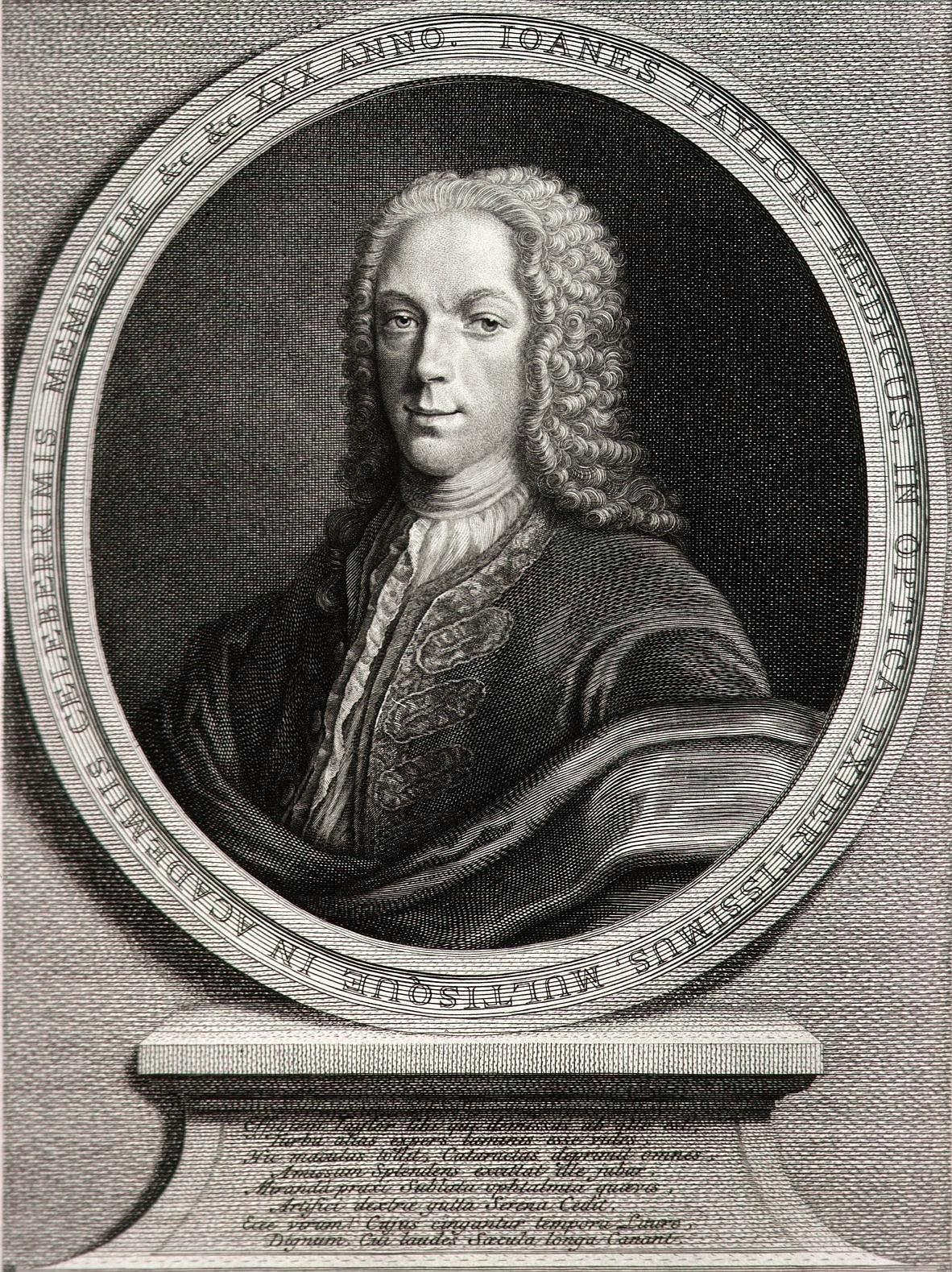
John Taylor.

Fils d'un apothicaire, il étudie la médecine et se spécialise en ophtalmologie. Il gravit les échelons pour devenir le médecin personnel des yeux du roi George II.
Au cours d'une visite à Leipzig en 1750, il opère sans succès Bach par deux fois, le rendant totalement aveugle (et causant peut-être indirectement sa mort). À Tunbridge Wells en 1758, Haendel s'en remet à son art, mais le médecin échoue encore, et le compositeur reste lui aussi aveugle.
Pourtant, sa réputation était bien faite : en 1740, un opéra anonyme (The Operator) le ridiculise, et Samuel Johnson disait de lui qu'il était « an instance of how far impudence will carry ignorance » (« un exemple du point où l'impudence peut porter l'ignorance »).

## Publications
- Nouveau traité d'anatomie du globe de l'œil, avec l'usage de ses différentes parties et de celles qui lui sont contiguës, ouvrage orné d'un Portrait de John Taylor gravé par Jean-Baptiste Scotin, chez Michel-Étienne David, Paris, 1738 (consulter en ligne).